# 门仓贵史
门仓贵史（1971年10月2630日—）是一位日本经济学家，经济评论家。

## 来歴・人物
1971年出生于日本神奈川县，毕业于神奈川县立横须贺高等学校和庆应义塾大学经济学系，毕业后进入浜银综合研究所，1999年进入日本经济研究中心，2005年6月进入第一生命经济研究所担任经济调查部主任。2005年7月金砖国家经济研究所代表，2007年提出展望五国的概念，2007年至2017年担任同志社大学客座讲师。